# كيث باتلر (كاتب)
كيث باتلر (بالإنجليزية: Keith Butler)‏ هو كاتب أسترالي، ولد في 1948.